# Casella de la Turbina
Casella de la Turbina és un monument del municipi de Vilanova de Bellpuig (Pla d'Urgell) inclòs en l'Inventari del Patrimoni Arquitectònic de Catalunya.

## Descripció
La casella del guarda del canal té l'estructura dels edificis bastits per la Junta del Canal d'Urgell: planta rectangular, coberta a dues aigües i l'opus incertum; la utilització d'aquest material en una estructura que es va repetint fa que totes les obres arquitectòniques del canal segueixin uns mateixos paràmetres estilístics. L'edifici presenta un frontis amb tres nivells ben diferenciats mitjançant la utilització de frisos (amb totxo) que fan d'elements separadors. Així, doncs, a la planta baixa trobem la porta i a banda i banda d'aquesta una finestra. En el segon nivell tres finestres es conjuguen simètricament amb les obertures de la planta baixa. El tercer nivell, compost per l'espai que va del pis a la teulada, s'organitza mitjançant la utilització del totxo, a tall de timpà, tancant el bell mig un arc cec de descàrrega. Tots els elements d'obertura s'emmarquen perimètricament amb un llindar de totxo, fent un dibuix de merlets laterals. Aquest element el trobem també als angles que uneixen el frontis amb les façanes laterals. L'edifici, al conjugar el totxo (element decoratiu) amb l'opus incertum (element constructiu), adquireix un equilibri que sobta trobar-lo en una construcció amb funció d'aixoplugar i emparar al vigilant del canal.

## Història
El 1904, al construir-se tercera séquia del Canal d'Urgell es va haver de dotar d'infraestructures necessàries per a poder dirigir i controlar els moviments de l'aigua; l'edifici pertany a aquesta època. Actualment no té cap funció i pertany a la Junta del Canal (Mollerussa).